# الغاية في شرح الهداية في علم الرواية
الغاية في شرح الهداية في علم الرواية هو أحد كتب الحديث والمصطلح، ألفه الحافظ شمس الدين السخاوي (831 هـ - 902 هـ)، يعتبر الكتاب من أهم كتب المصطلح والحديث، شرح فيه السخاوي الفاظا وغوامض وردت عند العلامة ابن الجزري في منظومته الهداية في علم الرواية، فشرح السخاوي هذه المنظومة شرحاً متوسطًا.

## مقدمة المؤلف
يقول شمس الدين السخاوي في مقدمة كتابه: «فإِن الكتاب المسمى ب الهداية في علم الرواية نظم الْعَلامَة الأثرى ابْن الجزرى، ممن أحسن ناظمه في ترتيبه ووضعه وتلخيصه وجمعه، لكنه غير غنى عن شرح يبين خفيه ويقرب قصيه، فلذلك التمس منى من أَخذ عنى، وضع شرح عليه، يرجع في وقت قراءته وإقرائه إليه، ليس بطويل ممل، ولا قصير مخل يتبصر به الطالب المبتدأ، ويستمد منه المنتهى، عند إِشارة المهتدى فأجبته لذلك طلبته، واستدللت بقرائن الصّحيحة على إخلاص نيّته وسميته الغاية في شرح الهداية نفع الله بذلك قارئه وسامعه وكاتبه وجامعه والناظر فِيهِ، والمقتبص من جواهره ولآليه، إِنه قريب مجيب الدعاء».